# 난곡동 (서울)
난곡동(蘭谷洞)은 서울특별시 관악구의 행정동이다.

## 역사
조선 중종 때 우의정 강사상의 아들로 승지 등을 역임한 강서(姜緖)의 호인 난곡(蘭谷)을 따서 붙인 이름이다. 난곡동에 강서의 묘가 있다.
난곡동은 본래 신림3동 지역으로, 1992년 7월 1일에 신림3동과 신림13동으로 분리되었다가, 2008년 8월 1일에 다시 통합되어 난곡동으로 개칭하였다.

### 연혁
- 조선시대 : 경기도 시흥군 동면 난곡리(蘭谷里)
- 1914년 4월 1일 : 경기도 시흥군 동면 신림리
- 1963년 1월 1일 : 서울특별시 영등포구 신림동
- 1970년 5월 18일 : 영등포구 신림동이 3개동(신림1·2·3동)으로 분동되어 신림3동 설치
- 1973년 7월 1일 : 서울특별시 관악구 신림3동
- 1992년 7월 1일 : 신림13동이 신림3동에서 분동
- 2008년 9월 1일 : 신림3동과 신림13동을 난곡동으로 통합

## 법정동
- 신림동

## 교육
- 난곡초등학교
- 남강중학교
- 난우중학교
- 남강고등학교